# Quảng trường Tahrir
Quảng trường Tahrir là một quảng trường ở thủ đô Cairo, Ai Cập. Quảng trường này là nơi diễn ra các cuộc biểu tình bắt đầu cuộc Cách mạng Ai Cập 2011.
Quảng trường nằm ở trung tâm Cairo, Ai Cập. Quảng trường ban đầu được gọi là quảng trường Ismailia (tiếng Ả Rập: ميدان الإسماعيلية Mīdān al-Ismā'īliyyah), theo tên nhà cai trị thế kỷ 19 Khedive Ismail, người cho thiết kê 'Paris trên sông Nile' của trung tâm thành phố mới. Sau khi Cách mạng Ai Cập năm 1919, quảng trường trở nên được biết đến rộng rãi với tên gọi Tahrir (Giải phóng), nhưng quảng trường không chính thức đổi tên thành cho đến khi Cách mạng Ai Cập năm 1952, mà thay đổi Ai Cập từ một chế độ quân chủ lập hiến vào một nước cộng hòa. Quảng trường này đã là một tâm điểm cho cuộc Cách mạng Ai Cập năm 2011.